# Los Filabres-Tabernas
Los Filabres-Tabernas és una comarca andalusa situada a la província d'Almeria, que limita al sud amb Alpujarra Almeriense i amb la Comarca Metropolitana d'Almeria, al nord amb Valle del Almanzora i a l'est amb la Comarca de los Vélez. Té una extensió de 1.466 km² i 14.609 habitants, i la població principal és Tabernas.